# Mraznica (národní přírodní rezervace)
Mraznica je národní přírodní rezervace v oblasti TANAP
Nachází se v katastrálním území obce Batizovce a města Vysoké Tatry v okrese Poprad v Prešovském kraji. Území bylo vyhlášeno či novelizováno v roce 1991 na rozloze 159,8 ha. Ochranné pásmo nebylo stanoveno.